# آنوش استپانیان
آنوش استپانیان (ارمنی: Անուշ Ստեփանյան؛ انگلیسی: Anush Stepanyan؛ ۳ مارس ۱۹۸۸) خوانندگی موسیقی فولک معاصر و نقاش اهل ارمنستان است.

## زندگی‌نامه
وی در ۳ مارس ۱۹۸۸ در ایروان به دنیا آمد و از دانشگاه دولتی علوم پرورشی خاچاطور آبوویان ارمنستان فارغ‌التحصیل گشت. 

## نگارخانه

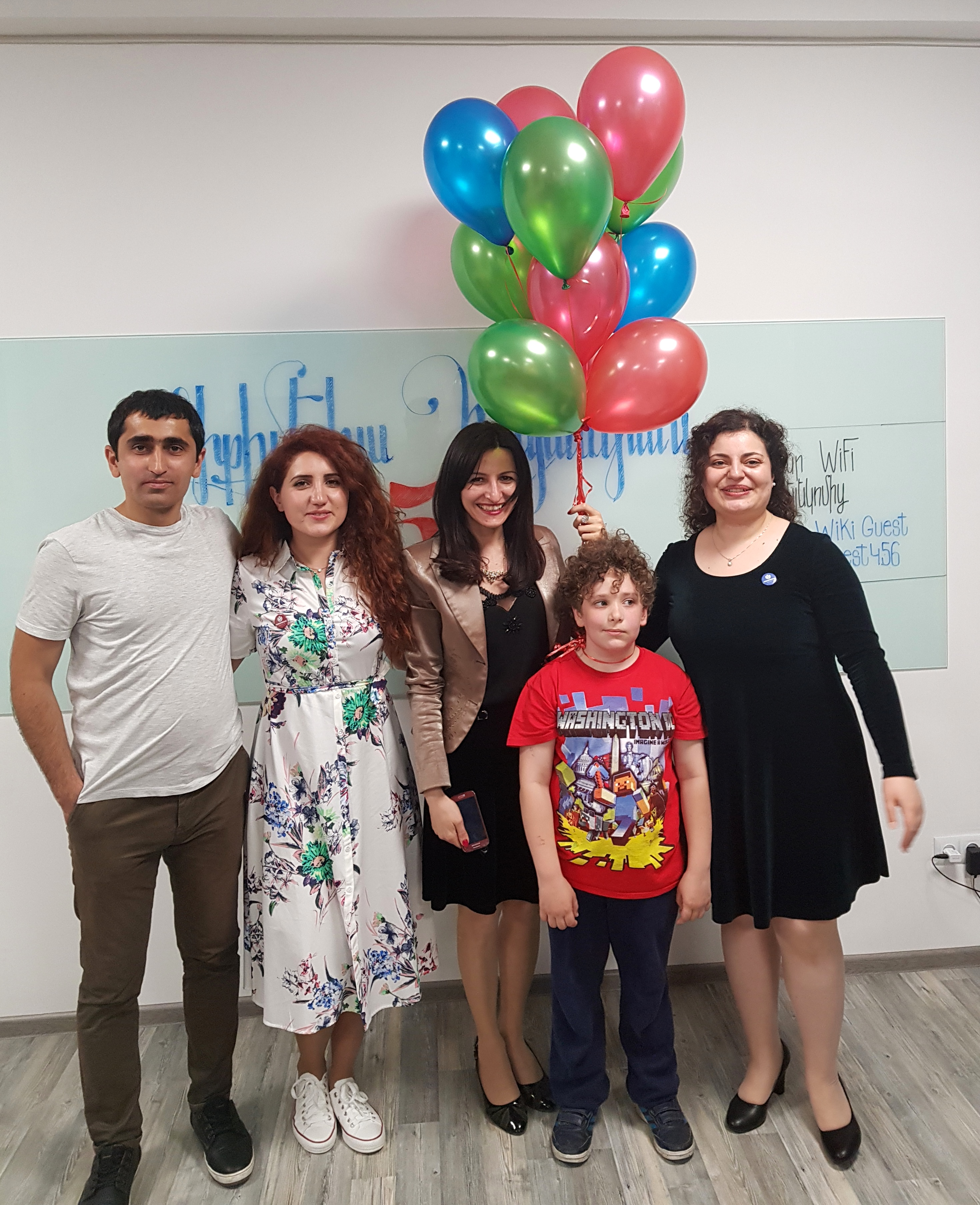
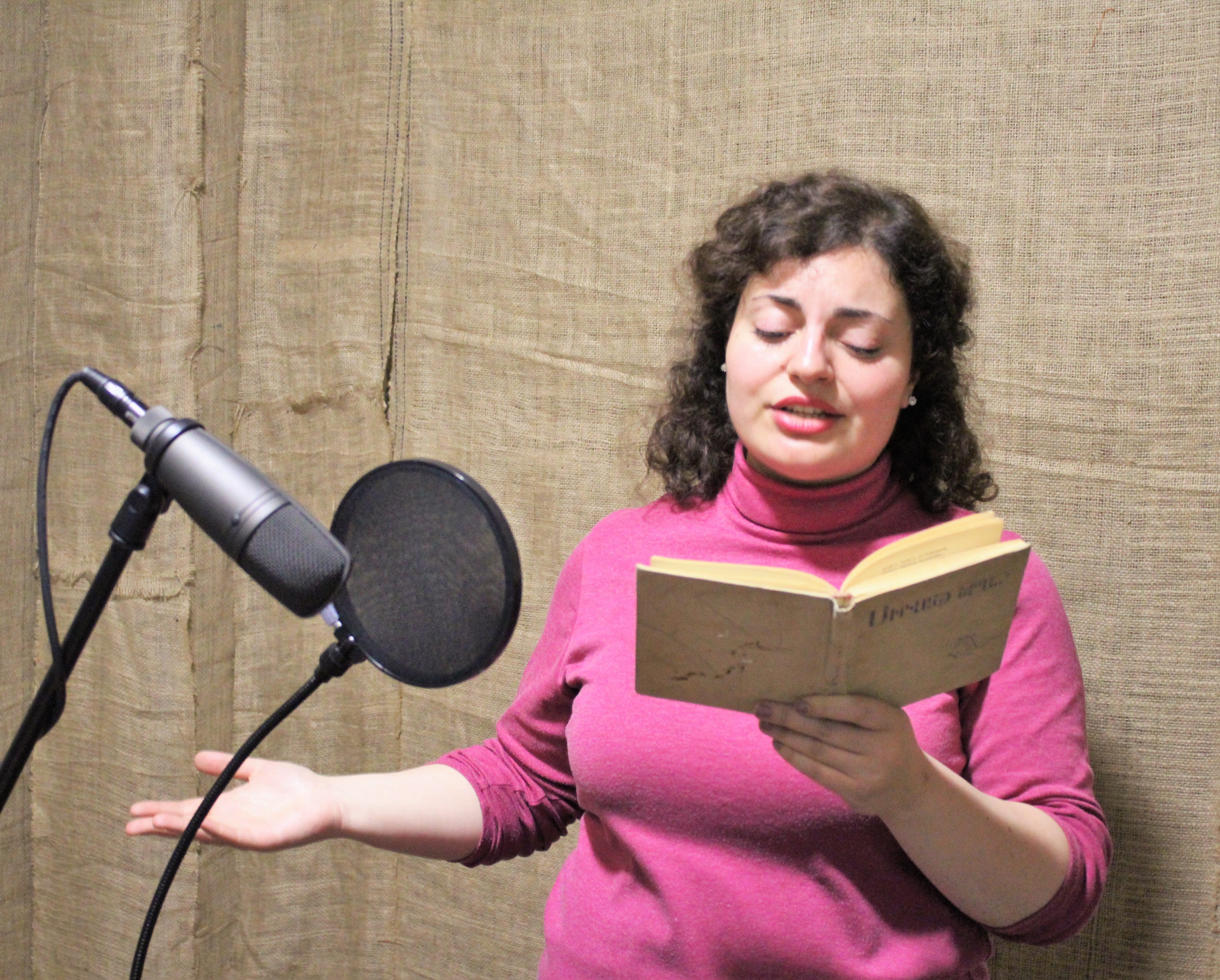